# وادي بنا
وادي بنا، هو وادي في مديرية السدة بمحافظة إب اليمنية، يبدأ من أعالي قرى وادي بنا (ارياب، قاع الحقل، عمام، عباهة، بني الحارث، وبعض قرى بعدان)، وينتهي في محافظة أبين.

## التسمية
- في النقوش القديمة المسند: وما يخص خبان وبنأ في النقش الموسوم بــ «المعسال: 5» نجده في«السطر 9-10» حيث تذكر وتسرد تلك السطور تفاصيل دقيقة عن معارك حربية قام بها القيل «حظين اوكن» قيل معاهر وذي خولان (البيضاء حاليا)، وانه واصل ملاحقة الأحباش من (صنعاء وبني مطر والحدأ ووصاب)، ثم شن حملة عسكرية على الأحباش الذين كانوا قد وصلوا إلى ارض حمير وتحديدا إلى وادي (خبان) ووادي (بنأ)، ونص النقش:«بتحت/ ذ صهبم/ ذ بسرن/ خبن/ وتس3ببو/ وتندفو/ بعمهمو/ ثلاثت/ اورخن/ ذ رتعو/ حرتم/ عبرن/ حرتم/ فشرجو/ بسرن/ بنا..»
- والمعنى: بتحت ذي صهيب الذي بوادي خبان و (تسببو) وتحاربوا معهم (مع جيش الحبشة) ثلاثة أشهر، وما يؤكد ان المقصود وادي خبان في الرضمة هو مايلي النص السابق من ذكر لوادي بنا «فشرجو/ بسرن/ بنا» والذي يفهم من خلال ذلك انه بعد مواجهتهم في وادي خبان، فروا (هربوا)(الأحباش) إلى وادي بنا،(غرب خبان) وفيه «تسببو/ وتندفو/ بعمهمو/»، أي انهالوا عليهم أتباع «حظين اوكن» ومن معه من الجيش الريداني، بالضرب بالسهام على الأحباش، وأوقعوا فيهم هزيمة نكرا، وأحدثوا فيهم القتلى إلى جانب الأسرى والجرحى، وما تبقى منهم سارعوا بالهروب والفرار صوب ميناء عدن، الذي كان مجيئهم منه، ومنه كانت مغادرتهم عبر البحر عائدين إلى أرضهم الحبشة، بعد أن أصابتهم الخسائر البشرية وغير ذلك، حاملين هزيمة الخيبة والندم في محاولة احتلال اليمن [1]
- ورد اسم «ب ن ا» بنا في نقش قتباني (Q 254=CSAI I, 130) وتحديدا في السطر الأول «ب ي ت ن / ب ن ا» (القصر أو المعبد) المسمى بنا، والذي ينسب اسم الوادي بنا اليه. ورد أيضا في نقش سبئي: ب ن ا – C427,2- (بمقام عثتر بعل بنأ.[2] كما نجد ذكر لبنأ كاسم في أسماء الاماكن [3]
- قال الهمداني: أولد حذيفة بن حجير بن قاول: حصبان ونسفان ابنى حذيفه، بطنين فاولد حصبان بن حذيفه مد ال زنة مر أب وبنا ابنى حصبان بطنين، وإلى وادي بنا ينسب وادي بنا.[4]
- بنا: وبنا أيضا: قرية من قرى اليمن، وإليها يضاف وادي بنا. بنا: بكسر أوله: وتشديد ثانيه، والقصر: قرية على شاطئ دجلة من نواحي بغداد، بينهما نحو فرسخين، وهي تحت كلواذى، رأيتها. وفي بغداد أيضا أخرى يقال لها بنا، لا أعرفها، وإحداهما أراد أبو نواس حيث قال: ما أبعد النسك من قلب تقسمه قطربل فقرى بنا فكلواذى وقال أيضا: سقيا لبنا ولا سقيا لعانات ! سقيا لقطر بل ذات اللذاذات ! فإن فيها نبات الكرم ما تركت منها الليالي سوى باقي الحشاشات كأنها دمعة في عين غانية مرهاء، رقرتها مر المصيبات بنات: كأنه جمع بنت: ماء لبني دهمان، وهي أطراف نجد. بنات قين: يفتح القاف، وسكون الياء، ونون: اسم موضع بالشام في بادية كلب بن وبرة بالسماوة، وهي عيون عدة، وسميت بذلك لان القين بن جسر بن شيع الله بن أسد من وبرة بن تغلب بن حلوان بن عمران بن الحاف بن قضاعة كان ينزل بها ويقول: هذه العيون بناتي، وقيل: سميت بقين ينزل عليها، وكان إذا انكسرت ممن يستقي عليها آلة دفعها إليه ليصلحها فيقول: هذه العيون بناتي لانهن يكسرن آلات فيجلبن لي الرزق. والأول هو الصحيح، والله أعلم، قال الراعي: فسيري واشربي ببنات قين وما لك بالسماوة من معاد وكانت بنو فزارة أوقعت ببني كلب على هذا الماء.[5]